# 馬拉威龍屬

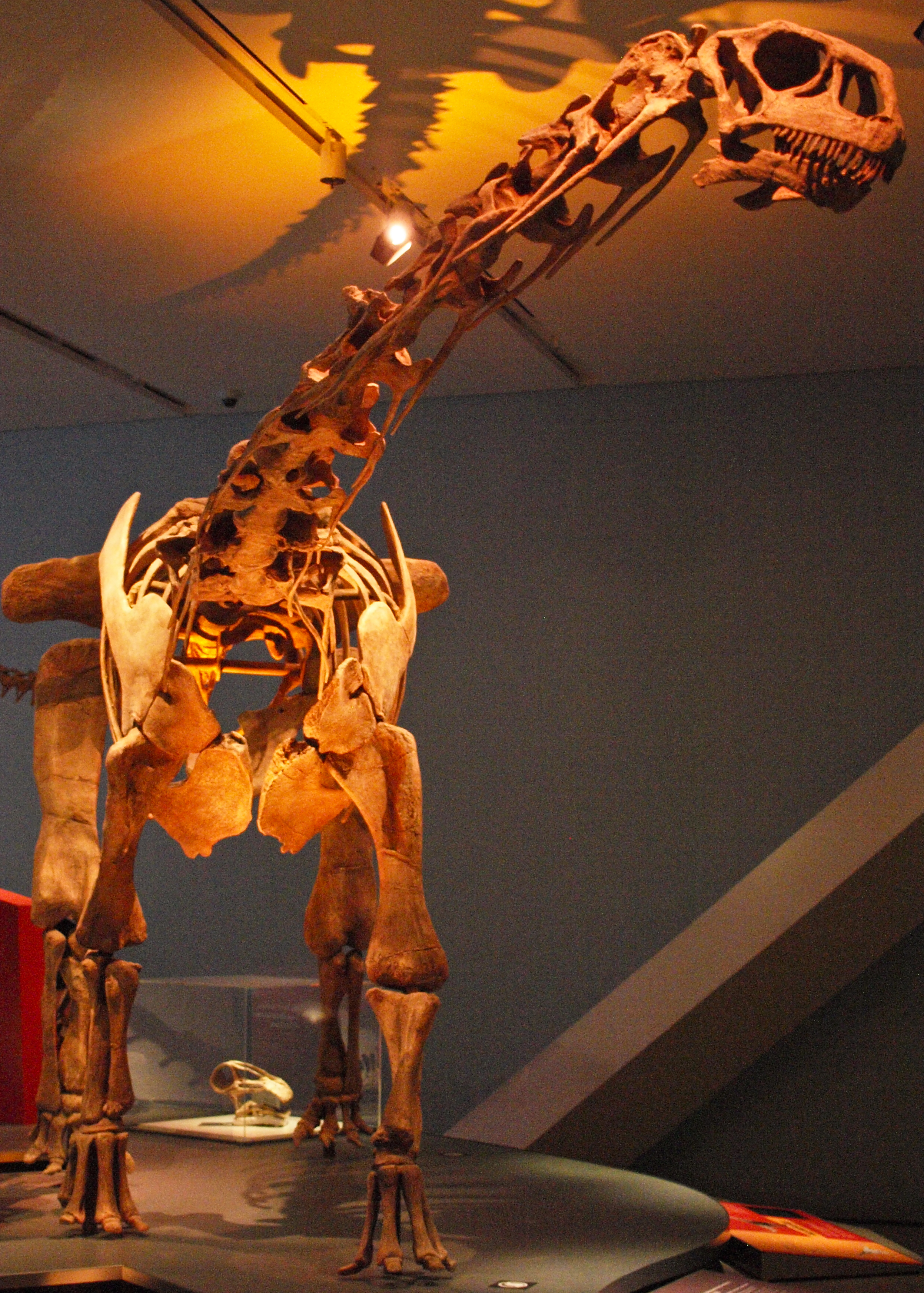
馬拉威龍的骨架模型，皇家安大略博物館

馬拉威龍屬（屬名：Malawisaurus）意為「馬拉威蜥蜴」，是蜥腳下目恐龍的一屬，屬於泰坦巨龍類。牠們生存於早白堊紀（阿普第階）的非洲，是最早的泰坦巨龍類之一，並與牠們的近親腕龍與岡瓦納巨龍生存於相同時期、相同區域。馬拉威龍是少數曾發現頭顱骨的泰坦巨龍類。
在1928年，席尼·賀頓（Sidney H. Haughton）當時認為這些馬拉威化石是梁龍科強壯巨太龍（Gigantosaurus robustus）的近親，因此將牠們歸類為巨太龍的一個種（G. dixeyi）。在1933年，Louis L. Jacobs將這些化石建立為新屬。模式種是迪西馬拉威龍（Malawisaurus dixeyi）。而強壯巨太龍目前也是獨立屬，詹尼斯龍。馬拉威龍與詹尼斯龍目前都屬於泰坦巨龍類。
馬拉威龍是種中型蜥腳類恐龍，身長估計約為16公尺。馬拉威龍被推測可能部分身體覆蓋者鱗甲，如同某些泰坦巨龍類。
中段尾椎的椎體延長。脊椎側孔的外形接近淺凹處，薩爾塔龍、阿拉摩龍、風神龍、岡瓦納巨龍也有類似的脊椎特徵。毒癮龍也有類似的脊椎特徵，但脊椎側孔更深入脊椎，形成兩個脊椎腔室。
根據2007年的系統發生學分析，馬拉威龍是在阿根廷新發現的富塔隆柯龍所屬的分支的姊妹分類單元。

## 外部連結
- page on Malawisaurus from DinoDictionary. （页面存档备份，存于）
- 恐龍博物館──馬拉威龍